# Diogmites platypterus
Diogmites platypterus là một loài ruồi trong họ Asilidae. Diogmites platypterus được Loew miêu tả năm 1866. Loài này phân bố ở vùng Tân Bắc giới.